# 妹と私
『妹と私』（いもうととわたし、My Sister and I）は、1951年にニューヨークで発表されたフリードリヒ・ニーチェが書いた最後の本と称される作品。ニーチェとその妹エリーザベト・フェルスター＝ニーチェが肉体的な愛情の関係にあったとする内容などが記述されている。ニーチェ本人の著作ではなく、何者かが書いた偽書であることはほぼ間違いないと考えられている。

## 概要
父親のいない女ばかりの家で成長したニーチェの告白を書いた書物であるとされ、1953年の広告文では「ある有名な兄と恐ろしく野心的な妹の物語」であると宣伝されている。ニーチェとエリーザベトが性的に愛し合っていた描写が多数存在し、文体はニーチェのアフォリズムを真似ているが、時代的な整合性や英語特有の表現が見られること、ニーチェが知るはずのない出来事についての言及も見られることから現在ではほぼ贋作で間違いがないと見られている。この本が見つかった経緯は、発行者が主張するところによると1920年頃、アメリカの若いジャーナリストが大西洋を横断する船の中でイギリス人の元牧師にこの本をもらったことが発端だという。

## 日本語訳
- 十菱麟訳『陽に翔け昇る-妹と私』ニイチェ遺作刊行会 1956年